# Kostel Nejsvětějšího Srdce Ježíšova (Borovnička)
Kostel Nejsvětějšího Srdce Ježíšova je římskokatolický, filiální, orientovaný kostel v Borovničce. Patří do farnosti Pecka. Vlastníkem kostela je obec Borovnička.

## Historie
Kostel v novogotickém slohu byl postaven v roce 1929. Naplno sloužil svému účelu jen necelá dvě desetiletí do odsunu německých obyvatel. Podle plánů architekta Georga Baehra z Drážďan postavil kostel stavitel Ing. Janetschek z Hostinného. Kostel byl spravován faráři z Horní Brusnice a Borovnice.

## Bohoslužby
Bohoslužby se konají v neděli o pouti a o posvícení.